# Paweł Fajdek
Paweł Fajdek (* 4. června 1989 Świebodzice) je polský atlet specializující se na hod kladivem, mistr světa z roku 2013, 2015, 2017, 2019 a 2022.

## Sportovní kariéra
Jeho prvním mezinárodním úspěchem bylo vítězství v hodu kladivem na univerziádě v letech 2011 a 2013 (Poté i v letech 2015 a 2017). V roce 2013 se stal mistrem světa v hodu kladivem jako dosud nejmladší šampion v této disciplíně v historii (81,97 metru). V následující sezóně vybojoval 16. srpna 2014 na evropském šampionátu v Curychu stříbrnou medaili v hodu kladivem. O několik dní později si vytvořil nový osobní rekord 83,48 metru.
Na světovém šampionátu v Pekingu v roce 2015 titul mistra světa z Moskvy obhájil výkonem 80,88 metru. V následující sezóně se stal v Amsterdamu mistrem Evropy v hodu kladivem. V Londýně 11. srpna 2017 dosáhl na svůj třetí titul mistra světa za výkon 79,81 metr.
Na stupně vítězů vystoupal také na evropském šampionátu v Berlíně v roce 2018, kde získal v závodě kladivářů stříbrnou medaili.
Počtvrté vyhrál mistrovství světa v katarském Dauhá 2. října 2019 výkonem 80,50 metru.
Svou první olympijskou medaili získal v Tokiu za 81,53 m a byla bronzová. Popáte vyhrál mistrovství světa 16.7.2022 na odloženém mistrovství v Eugene výkonem 81,98 m.

## Osobní rekordy
- Hod kladivem 83,93 m. (Szczecin, 2015)
- Vrh břemenem (35 liber) 23,22 m. (Bydhošť, 2014)